# Cai Lun
Cai Lun (Kinesiska: 蔡倫, Cài Lún, Wade-Giles: Ts'ai Lun), född omkring år 50, död år 121, var en eunuck och kinesisk minister från Guiyang i provinsen Hunan under kejsare He.
Cai Lun dokumenterade omkring år 105 e. Kr. pappersframställningen i östra Han-riket och räknas som uppfinnaren av tekniken för tillverkning av papper genom att avvattna en fibersuspension på en viraduk. Även om papper hade tillverkats i Kina sedan 100-talet f. Kr., var Cai Lun ansvarig för signifikanta förbättringar och standardisering av papperstillverkningen genom nya apparatkonstruktioner för tillverkningsprocessen.